# Гельмут Кегльбергер
Гельмут Кегльбергер (нім. Helmut Köglberger, 12 січня 1946, Штайр — 23 вересня 2018) — австрійський футболіст, що грав на позиції нападника за клуби «Аустрія» (Відень) та ЛАСК (Лінц), а також національну збірну Австрії.
Триразовий чемпіон Австрії. Триразовий володар Кубка Австрії.

## Клубна кар'єра
У дорослому футболі дебютував 1964 року виступами за команду ЛАСК (Лінц), в якій провів чотири сезони, взявши участь у 70 матчах чемпіонату і забивши 40 голів. У своєму першому дорослому сезоні виборов титул чемпіона Австрії, а також став володарем Кубка країни.
1968 року перебрався до столичної «Аустрії». У своєму першому сезоні у Відні відзначився 31 забитим голом у 28 іграх переможного для його команди сезону австрійської першості, ставши її найкращим бомбардиром. Наступного сезону допоміг команді захистити чемпіонський титул, а загалом відіграв за «Аустрію», протягом яких забив 96 м'ячів у 171 грі національного чемпіонату. 22 із цих голів прийшлися на сезон 1974/75, що дозволило Кегльбергеру удруге вийти переможцем у суперечці найкращих бомбардирів змагання.
1974 року повернувся до клубу ЛАСК (Лінц), в якому був лідером атак протягом наступних семи сезонів. Завершив професійну кар'єру футболіста виступами за ЛАСК у 1981 році.

## Виступи за збірну
1965 року дебютував в офіційних матчах у складі національної збірної Австрії.
Загалом протягом кар'єри у національній команді, яка тривала 12 років, провів у її формі 28 матчів, забивши 6 голів.
Помер 23 вересня 2018 року на 73-му році життя.

## Титули і досягнення

### Командні
- Чемпіон Австрії (3):

ЛАСК (Лінц): 1964-1965
«Аустрія» (Відень): 1968-1969, 1969-1970
- Володар Кубка Австрії (3):

ЛАСК (Лінц): 1964-1965
«Аустрія» (Відень): 1970-1971, 1973-1974

### Особисті
- Найкращий бомбардир чемпіонату Австрії[1] (2):

1968-1969 (31 гол), 1974-1975 (22 голи)